# Mike Deodato

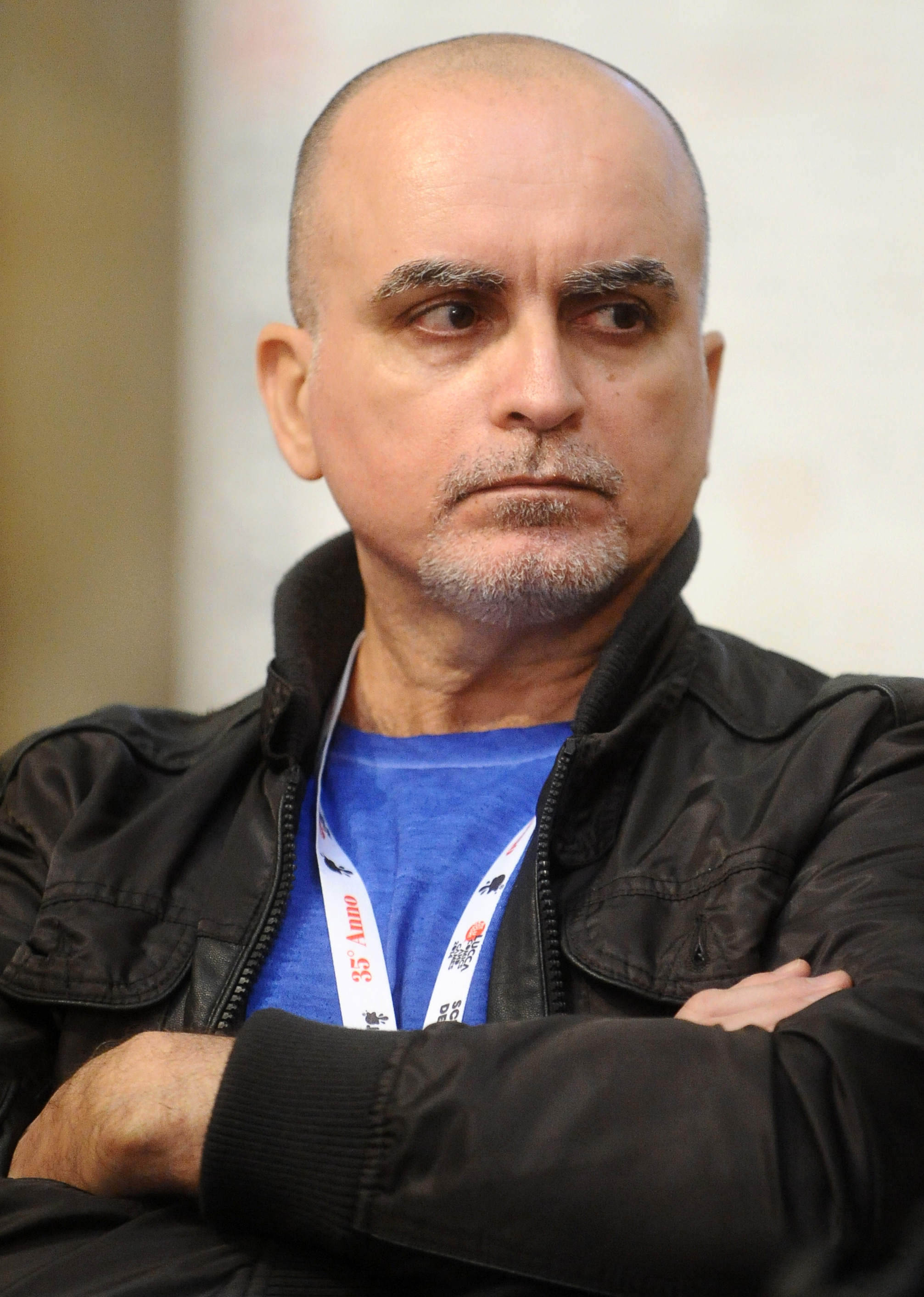
Mike Deodato - Lucca Comics & Games 2014

Mike Deodato (* 23. Mai 1963 in Campina Grande, Brasilien), eigentlich Deodato Taumaturgo Borges Filho (alternatives Pseudonym: Mike Deodato Jr.) ist ein brasilianischer Comiczeichner.

## Leben und Arbeit
Deodato wurde 1963 als Deodato Taumaturgo Borges Filho in Campina Grande in Brasilien geboren. Seinen Künstlernamen nahm er an als er in den 1980er Jahren begann für brasilianische Zeitschriften als Cartoonist zu arbeiten. 1993 konnte Deodato auf dem amerikanischen Comicmarkt Fuß fassen als er von dem Verlag Innovation Publishing als Zeichner einiger Märchengeschichten der Reihe Beauty and the Beast engagiert wurde. 
1994 übernahm er die Aufgabe des Zeichners für die traditionsreiche Superhelden-Serie Wonder Woman, die zu dieser Zeit von William Messner-Loebs verfasst wurde. Deodatos Zeichnungen, die insbesondere die weiblichen Reize der Protagonistin – einer streitbaren Amazone die in den Vereinigten Staaten des 20. Jahrhunderts lebt – zur Geltung brachten, trugen dabei entscheidend dazu bei, die zuvor schwächelnde Serie kommerziell wieder auf Erfolgskurs zu führen.
Nach seinem Run an Wonder Woman arbeitete Deodato gemeinsam mit Warren Ellis an der bei Marvel Comics erscheinenden Serie The Mighy Thor, bevor er für Image Comics und Maximum Press die Serie Glory zeichnete. Es folgten Arbeiten an den Marvel Serien Amazing Spider-Man, Avengers, Elektra, The Incredible Hulk, Thunderbolts, Tigra, Witches, X-Men und X-Men Unlimited, an den DC-Serien Batman und Flash, an den bei Chaos! erscheinenden Serien Lady Death und Purgatori, sowie den Dark-Horse-Serien Star Wars Tales, Lady Death vs. Vampirella und Xena.
Deodato lebt gegenwärtig in João Pessoa in Brasilien.